# Lovehunter
Lovehunter es el tercer álbum de estudio de la banda británica de hard rock Whitesnake. 
Este disco es el que marcó el principio de su éxito con canciones como "Walking in the Shadow of the Blues" o "Medicine Man". 
Fue publicado en el año 1979 por la discográfica Geffen, y aborda desde el hard rock hasta el pop metal.
El único sencillo extraído de este disco fue "Long Way from Home" (lado B "Walking in the Shadow of the Blues"), que alcancó un discreto N.º 55 en el UK Singles Chart.

## La portada
Lovehunter es probablemente mejor recordado por la pintura utilizada para la cubierta. Este trabajo gráfico causó mucha polémica desde que fue lanzado el álbum. Presenta la ilustración de una mujer desnuda y de espaldas en un gesto provocativo, que monta a una descomunal serpiente.
Fue creada por el artista de fantasía Chris Achilleos. Al parecer, la controvetida portada resultó tan problemática para Achilleos, que posteriormente se negó a hacer más ilustraciones de discos durante muchos años. La pintura original de Achilleos para Lovehunter fue robada en la década de los años 1980, y aún no ha sido recuperada.
Una idea similar había sido utilizada tres años antes para la portada del disco Sarabande (1976) de Jon Lord (en aquel entonces exintegrante de Deep Purple). Lord estaba entre los miembros de Whitesnake en el momento de publicar Lovehunter. El disco Sarabande, mezcla progresiva y orquestal, presenta un dibujo de una serpiente que muerde su cola (un uróboros) con tres mujeres desnudas sujetadas a su alrededor. Una de ellas tiene la misma posición sugestiva que apareció en Lovehunter.

## Lista de canciones
1. "Long Way from Home" (David Coverdale) – 4:56
2. "Walking in the Shadow of the Blues" (Coverdale, Bernie Marsden) – 4:24
3. "Help Me Thro' the Day" (Leon Russell) – 4:39
4. "Medicine Man" (Coverdale) – 3:59
5. "You 'n' Me" (Coverdale, Marsden) – 3:30
6. "Mean Business" (Coverdale, Micky Moody, Marsden, Neil Murray, Jon Lord, David Dowle) – 3:48
7. "Love Hunter" (Coverdale, Moody, Marsden) – 5:39
8. "Outlaw" (Coverdale, Marsden, Lord) (Lead vocals: Marsden) – 4:03
9. "Rock 'N' Roll Women" (Coverdale, Moody) – 4:45
10. "We Wish You Well" (Coverdale) – 1:34

### Pistas adicionales
Lovehunter fue remasterizado y reeditado en 2006 con algunos bonus tracks:
1. "Belgian Tom's Hat Trick" (Moody) – 3:40
2. "Love to Keep You Warm" (Coverdale) – 3:30
3. "Ain't No Love in the Heart of the City" (Michael Price, Dan Walsh) – 4:54
4. "Trouble" (Coverdale, Marsden) – 4:30

- Tracks 11–14 are from Andy Peebles BBC Radio 1 Sessions recorded March 29th 1979.

## Personal
- David Coverdale – voz
- Micky Moody – guitarras
- Bernie Marsden – guitarras
- Jon Lord – teclados
- Neil Murray – bajo
- Duck Dowle – batería

Otros
- Martin Birch (productor e ingeniero)
- Chris Achilleos (diseño gráfico)